# Power Rangers: Legacy Wars
Power Rangers: Legacy Wars ist ein auf dem Film Power Rangers basierendes Fighting Game, das von dem in San Francisco ansässigen Spieleentwickler nWay mit Charakteren aus dem Film und der TV-Show entwickelt wurde. Das Spiel wurde bei Amazon, in Apples App Store sowie im Google Play Store veröffentlicht. Das Spiel wurde mehr als 50 Millionen Mal heruntergeladen.

## Gameplay
Power Rangers Legacy Wars ist ein teambasiertes Online-Kampfspiel. Die Spieler wählen einen primären Charakter (Anführer) und zwei Nebencharaktere (Assistenten), die im Kampf eingesetzt werden können. Spieler können auch Computerspieler im Trainingsmodus herausfordern. Die Bewegungssätze der Charaktere basieren auf farbcodierten „Karten“. Jede Karte hat einen anderen Angriffstyp: Schlag, Verteidigung, Breaker. Sie arbeiten nach dem Prinzip von Schere, Stein, Papier. Der Schlag schlägt den Brecher, der Brecher schlägt die Verteidigung und die Verteidigung schlägt den Schlag. Beim Aufbau eines Teams müssen die Spieler ihr Team im Hinterkopf behalten, da ein Ungleichgewicht der Karten einen anfällig für einen Gegenangriff macht (zu viele „Strike“-Karten lassen einen anfällig für „Defense“ werden und so weiter). Spieler können Herausforderungen meistern, um Morph-Boxen zu gewinnen, und die verdienten Gegenstände nutzen, um ihre Leiter und Assistenten zu verbessern. Korruptionsboxen können über Punkte freigeschaltet werden, die in PvP-Kämpfen gesammelt wurden.

## Hintergrundstory
Rita Repulsa, die im Universum des Power Rangers-Films 2017 spielt, infiziert das Morphin-Gitter mit einem Virus, der alle bekannten Ranger-Generationen zusammenbringt und beschädigt. Zordon und Alpha 5 schicken Jason, um das Morphingitter zu reinigen. Jason rettet verschiedene Ranger und zusammen mit ihnen fährt er fort, mehr zu retten und Rita zu vernichten, wobei er auf dem Weg dorthin verschiedenen Bedrohungen begegnet. Schließlich finden die Ranger ein paar Megazorde, mit denen sie Mega Goldar und den Black Dragon Megazord herausfordern. Allerdings wächst Ritas Macht, und sie ist nun in der Lage, Kämpfer aus anderen Dimensionen in das Gitter zu ziehen. Sie findet die Überreste von M. Bison und reanimiert ihn. Im Gegenzug gibt er Rita seine Dimension, um zu erobern. Ryu spürt das, aber es ist zu spät, und er, seine Freunde und Feinde werden in das Morphingitter gezogen.

## Power Rangers: Legacy Wars - Street Fighter Showdown
Power Rangers: Legacy Wars - Street Fighter Showdown ist ein knapp 8 Minuten langer Kurzfilm, der von Bat in the Sun produziert und am 11. Oktober 2018 veröffentlicht wurde, um das Spiel und seine Street-Fighter-Inhalte zu bewerben. Es zeigt Ryu und Chun Li, die sich mit Tommy Oliver, dem mächtigen Morphin Green Ranger, und Gia Moran, dem gelben Megaforce Ranger, zusammentun, um sich gegen M. Bison zu behaupten.
Die Besetzung besteht aus Jason David Frank als Tommy Oliver, Ciara Hanna als Gia Moran, Peter Jang als Ryu, Gemma Nguyen als Chun-Li und Kevin Porter als M. Bison.